# Aeschynomene villosa
Aeschynomene villosa är en ärtväxtart som beskrevs av Jean Louis Marie Poiret. Aeschynomene villosa ingår i släktet Aeschynomene och familjen ärtväxter.

## Underarter
Arten delas in i följande underarter:
- A. v. longifolia
- A. v. mexicana
- A. v. villosa